# Nicolai Hansen
 Der er flere personer med dette navn, se Nikolaj Hansen.
Peter Nicolai Hansen (6. december 1867 i København – 19. juni 1943 i Bagsværd) var en dansk arkitekt.
Han var søn af stolemagermester, oldermand Hans Chr. Hansen og Johanne Charlotte Dorthea Hansen. Hansen blev murersvend og bygningstegner, dimitteredes fra Teknisk Skole og blev optaget på Kunstakademiet oktober 1885 i alm. forberedelsesklasse. Han tog afgang fra arkitektskolen maj 1893. I perioden 1885-1898 virkede han som tegner hos Thorvald Sørensen, H.B. Storck, Martin Nyrop og Albert Jensen. Han blev i 1894 ansat som bygningsassisten under Københavns Kommune og avancerede i 1899 til bygningsinspektør, hvilket han var indtil 1938. Hans primære indsats var som embedsmand, men ved siden af byggede han alligevel en række huse i nybarok stil, bl.a. for frimurerlogen Sct. Andreas Ordenen, som han var medlem af. Han var også aktiv i Kunstnersamfundet.
Hansen modtog den Neuhausenske Præmie 1893, som blev anvendt på en rejse til USA, og stipendium fra K.A. Larssens Legat 1915-16, der blev anvendt på rejser i Europa.
Han udstillede værker på Charlottenborg Forårsudstilling 1891, 1893 og 1900-01. 
Nicolai Hansen blev gift 27. maj 1898 på Frederiksberg med Julie Elisabeth Andrea Lange (11. marts 1875 i Århus – 31. marts 1948), datter af arkitekten Carl Christian Eduard Lange og Josephine Conradine Andersen.
Han er begravet på Solbjerg Parkkirkegård.

## Værker
- Beboelsesejendom, Guldbergsgade 7, København (1904, præmieret af Københavns Kommune)
- Hotel Øresund, Helsingør (1904)
- Ombygning af Sct. Andreas Ordenens logebygning, Frederiksberg Allé 11, Frederiksberg (1904)
- Forbindelsesbygning med mødesal sammesteds (1908)
- Glas- og Porcelænshandlerforeningens Stiftelse, Ribegade 11-13, København (1905-06)
- Store Kongensgade 114/Esplanaden 2 (1906)
- H.C. Ørsteds Vej 23, Frederiksberg (1911)
- Phistersvej 4, Hellerup (1911, præmieret af Gentofte Kommune)
- Genopførelse af Hotel d'Angleterre efter brand, Kongens Nytorv 34 (1915, sammen med Philip Smidth)
- Ombygning af Strandgade 75, Helsingør (1919-20)
- Nordisk Insulinlaboratorium, Gentofte (1927)

### Projekter
- Folkebadeanstalt (udstillet 1893, tildelt Neuhausens Præmie)
- Konkurrence om garnisonssygehus i Næstved (udstillet 1901)
- Konkurrence om bebyggelsen af Esplanaden, Grønningen og Store Kongensgade, København (1902)